# Вулиця Миру (Тернопіль)
Вулиця Миру — вулиця в Тернополі в мікрорайоні «Дружба». Довжина вулиці становить приблизно 1200 м, напрямок — з заходу на схід та південний схід.
Вулиця Миру починається від стику вулиць Максима Кривоноса і Володимира Винниченка і закінчується на стику з вулицею Карпенка, перетинається з вулицею Дружби. Навпроти центральної алеї гідропарку «Сопільче» починається коротка вулиця Михайла Драгоманова.
Нумерація будинків вулиці є послідовною, тобто будинки із парними та непарними номерам знаходяться на тій самій стороні дороги, оскільки більшу частину сторони напроти займає парк «Сопільче». Будинки на ділянці перед парком мають літерні уточнення «а».

## Історія
Раніше територія вулиці була частиною села Загребелля, що виросло на правому березі Серету і приєднане до Тернополя 1 січня 1926 р.
З півдня Загребелля височіла Петриківська гора, а перед нею простягався яр. Під час будівництва масиву «Дружба» яр засипали. А на Петриківській горі, де ще у післявоєнні роки була чинбарня, виросли дружбівські новобудови.
У червні 2017 році на стику з вулицею Карпенка обвалилася підпірна стіна,яку відбудували у 2019 році.

## Архітектура
Більшість будинків — 5-поверхові, є кілька 9-поверхових.

## Парки, сквери
На початку вулиці розташований «Сквер Миру». Від перетину з вулицею Дружби до вулиці Карпенка вулиця Миру межує з гідропарком «Сопільче», до якого є два виходи: один навпроти вулиці Драгоманова, інший — на стику з вулицею Карпенка.

## Установи
- Церква перенесення мощей святого Миколая УГКЦ;
- Палац культури «Березіль» — вул. Миру, 6;
- Відділення поштового зв'язку № 18 — вул. Миру, 11;
- Центральна дитяча бібліотека Тернополя — вул. Миру, 4а;
- Дитячий садок № 16 — вул. Миру, 9а;
- Дитяча поліклініка (педіатричний відділ № 3) — вул. Миру, 11;
- дитячий ігровий центр — вул. Миру, 2а;
- відділення «Ощадбанку» № 10019/02 — вул. Миру, 4а;
- аптека; приватна стоматологія; лабораторний центр «Сінево»;
- торгові заклади; перукарні; книгарня «Знання» та інші.

## Транспорт
На вулиці є 5 зупинок громадського транспорту:
- № 132 «Вул. Гетьмана П. Орлика» (від центру) — з вулиці Дружби: автобусний маршрут № 31;
- № 133 «Вул. Гетьмана П. Орлика» (до центру) — з вулиці Карпенка: автобусні маршрути № 1, 12, 16, 35, 42, тролейбус № 3;
- № 134 «ПК "Березіль"» (від центру) — з вулиці Дружби: автобусний маршрут № 31;
- № 135 «ПК "Березіль"» (до центру) — з вулиці Карпенка: автобусні маршрути № 1, 12, 16, 35, 42, тролейбус № 3;
- № 136 «Вул. Миру» (до центру) — з вулиці Максима Кривоноса: автобусні маршрути № 30, 49, тролейбус № 5;